# Roularta Media Deutschland
Roularta Media Deutschland ist eine Zweigniederlassung der Roularta Media Group N.V. in Roeselare (Belgien). Das Unternehmen hat seinen Sitz im Augsburger Textilviertel (im Stadtbezirk Am Schäfflerbach) unweit des Glaspalastes. CEO und ständiger Vertreter ist Horst Ohligschläger.

## Verlagstätigkeit
Der Verlag bietet in seinem Portfolio Best-Ager-Zeitschriften „für Frauen und Männer in der zweiten Lebenshälfte“ an – zum Beispiel „Frau im Leben“ und „plus Magazin“. Dazu Wissenszeitschriften (zum Beispiel „G/Geschichte“), Ratgeber-Magazine aus dem Bereich Geld & Finanzen („Rente & Co“ und „Unser Geld“) und ab März 2022 ein Koch-Magazin („Köstlich! Essen und genießen“).

## Geschichte
Roularta Media Deutschland ist aus der Bayard Mediengruppe Deutschland hervorgegangen, die im März 2021 aufgelöst wurde. Roularta Media Deutschland führt am Standort Augsburg mit demselben Team das Verlagsangebot der Bayard Media GmbH & Co KG fort. Aus dem Segment der Elternzeitschriften und christlichen Zeitschriften hat sich der Verlag inzwischen zurückgezogen.
Die Bayard Mediengruppe Deutschland bestand aus der Bayard Media GmbH & Co. KG mit Sitz in Augsburg, dem Nürnberger Verlag Johann Michael Sailer GmbH & Co. KG und dem ursprünglich aus Offenburg kommenden Verlag Living & More.
Der Verlag hatte für seine Tätigkeit vier Schwerpunkte gesetzt: Elternzeitschriften („Leben & erziehen“), Zeitschriften für die Zielgruppe 50plus („Frau im Leben“, „Plus“, „Rente & Co.“), Wissenszeitschriften („G/Geschichte“) und christliche Zeitschriften (zum Beispiel „Mit der Familie durchs Kirchenjahr“).
Die Bayard Mediengruppe Deutschland wurde im März 2021 aufgelöst, nachdem die Eigentümer, das belgische Medienunternehmen Roularta Media Group N.V. und die französische Groupe Bayard, beschlossen hatten, ihre Zusammenarbeit zu beenden.